# Жирмунай
Жирму́най (Жирмуны, лит. Žirmūnai — примерно как «Рыбацкое/Рыбаки») — один из самых населённых районов Вильнюса, расположенный на правом берегу Няриса, основанный в 1962 году при массовой застройке жилого массива крупнопанельными домами и состоящий из трёх микрорайонов. Район Жирмунай граничит с районами Антакальнис, Старый город, Шнипишкес и Вяркяй.

## История
История Жирмунай прослеживается с конца XIV века, когда появилась рыбацкая деревня на берегу реки Вилии, напротив «Старого города» Вильнюса. Район Жирмунай исторически развивался, став в своё время местом крупнейшего в Литве еврейского кладбища, а также местом крупного захоронения солдат Наполеоновской армии. Поместье Тускулены, построенное в 1825 году, и окружающий его Парк Спокойствия после реконструкции, которая закончилась в 2009 году, стали важным историческим и культурным местом Вильнюса.
Район получил название Жирмунай в начале 1960-х годов, когда он стал местом отмеченного наградами проекта новой жилой застройки. Это был первый жилой район в Литовской ССР, построенный с применением новых концепций, принятых в СССР в то время. Образцы этого строительства — огромный Дворец спорта и стадион Жальгирис. Также в советское время Жирмунай играл значительную роль как промышленный район — завод «Вильма», выпускавший специальную звукозаписывающую технику для нужд ВПК (продолжает работать), завод топливной аппаратуры (обанкротился), завод счётных машин «Сигма» (продолжает работать на минимальном уровне) и другие предприятия.
На территории района возведены четыре моста через Нерис: по течению, с севера на юг — Валакампяйский мост, мост Шило, Жирмунский мост и самый новый из них мост короля Миндаугаса, сооружённый в 2003 году.

## Общая характеристика
Территория входит в состав Жирмунского староства. Староство Жирмунай занимает площадь всего в 8,5 км² или 2,1 % всей территории Вильнюса (2001), при этом являясь самым крупным староством по числу жителей в Вильнюсе (47 410 по данным переписи 2001 года). Здесь располагаются торговые центры „Parkas Outlet“, „Baldų rojus“, „Domus centras“, „Ogmios miestas“, „Medžio centras“ и другие, два почтовых отделения, две гимназии, две прогимназии, средняя, основная и две начальных школы, три школы-садика, 9 яслей-садов и другие образовательные учреждения, биржа труда и другие учреждения и предприятия.